# Maurice de Féraudy
Maurice de Féraudy, nato Dominique Marie Maurice de Féraudy (Joinville-le-Pont, 3 dicembre 1859 – Parigi, 12 maggio 1932), è stato un attore, commediografo e regista francese, membro della Comédie-Française.
Era il padre dell'attore Jacques de Féraudy

## Biografia
Attore teatrale, iniziò la sua carriera nel 1880. Entrò poi a far parte della Comédie-Française, conquistando il successo come attore brillante in ruoli comici. In trent'anni di carriera, recitò mille e duecento volte il ruolo di Isidore Lechat in Les affaires sont les affaires di Octave Mirbeau.
Féraudy fu autore di numerose canzoni per Paulette Darty, tra cui la celebre Fascination del 1904 di cui scrisse il testo, ripresa più tardi da Suzy Delair e poi da Diane Dufresne. Tradotta in inglese, questa canzone è diventata, dopo la seconda guerra mondiale, un successo mondiale nell'interpretazione di Nat King Cole.
Fu anche attore e regista cinematografico: nella sua carriera, diresse oltre una quarantina di film mentre ne interpretò una trentina.
Suo figlio Jacques de Féraudy (1886-1971), è stato anche lui un noto attore.

## Morte
Maurice de Féraudy, morto il 12 maggio 1932, è inumato al cimitero di Montparnasse.

## Filmografia

### Regista
- Ysoli magnétiseur (1908)
- Une bonne soupe (1908)
- Simple histoire (1908)
- Mon chef vient déjeuner (1908)
- Méprise
- Les vingt-huit jours de Clairette
- Le Petit Tantale
- Le Petit Robinson
- Le Mouchoir de Marie
- Le Lien
- Le Lapin
- Le Burgrave, légende du Rhin
- La Petite Marchande de fleurs
- La Muselière improvisée
- L'Amour qui tue (1908)
- Gendarme et chemineau
- Boum-Boum (1908)
- Accident du travail
- Thermidor an II
- Sir John Melmoth
- Résultat des courses
- Pour une fille
- Pick et Pock
- Matéo Driéani et les pirates
- Le Trait d'union
- Le Roman d'une jeune fille noble
- Le Manteau magique
- Le Jugement de Salomon
- Le Gué
- Le Diable à l'auberge (1909)
- Le Crime à Zidore
- La Vieille bible
- La Fille de Shylock
- La Danse, l'amour et la guerre
- La Conserve fatale
- Invités indélicats
- Georgette (1909)
- Dansons la cachucha
- Le Petit Soldat (1909)
- Coeur de père, co-regia di Louis Feuillade (1910)
- L'Assassinat de l'amiral de Coligny
- Par la vérité
- Le Clown
- Après lui, co-regia di Gaston Leprieur (1918)

### Attore
- L'Amour qui tue, regia di Maurice de Féraudy (1908)
- Boum-Boum, regia di Maurice de Féraudy (1908)
- Le Diable à l'auberge, regia di Maurice de Féraudy (1909)
- Le Mort, regia di Bahier e Louis Feuillade (1909)
- La Mort et le Bûcheron
- Le Médecin malgré lui, regia di Émile Chautard (1910)
- Le Dernier Pardon, regia di Maurice Tourneur (1913)
- La Dame de Monsoreau, regia di Émile Chautard (1913)
- Le Mystère de la chambre jaune, regia di Émile Chautard (1913)
- Les Gaîtés de l'escadron, regia di Joseph Faivre e Maurice Tourneur (1913)
- La Dame de Monsoreau, regia di Maurice Tourneur (1913)
- La Dernière Incarnation de Larsan, regia di Maurice Tourneur (1914)
- Monsieur Lecoq, regia di Maurice Tourneur (1914)
- Crésus, regia di Adolphe Candé (1917)
- Le Clown
- Après lui, regia di Maurice de Féraudy e Gaston Leprieur (1918)
- L'Ami Fritz, regia di René Hervil (1920)
- Blanchette, regia di René Hervil (1921)
- Crainquebille, regia di Jacques Feyder (1922)
- Le Cousin Pons
- Le Secret de Polichinelle, regia di René Hervil (1923)
- Le Coeur des gueux, regia di Alfred Machin (1925)
- Sa petite
- Le Faiseur de statuettes
- Klovnen, regia di Anders Wilhelm Sandberg (1926)
- Lady Harrington
- Fleur d'amour
- Die Hölle von Montmartre
- I due timidi (Les Deux Timides), regia di René Clair (1928)
- Ça aussi!... c'est Paris

### Sceneggiatore
- La Mort et le Bûcheron (1910)

### Film o documentari dove appare
- Molière, sa vie, son oeuvre (documentario) (1922)
- Cinema Europe: The Other Hollywood (tv documentario, mini serie) (1995)